# Phrixosoma rude
Phrixosoma rude is een keversoort uit de familie snuitkevers (Curculionidae). De wetenschappelijke naam van de soort werd in 1897 gepubliceerd door Walter Fielding Holloway Blandford.